# Sitges (serie de televisión)
Sitges es una serie de televisión producida por Televisió de Catalunya dirigida por Eduard Cortés emitida por primera vez en 1996. La serie consta de 32 episodios de 54 minutos.

## Argumento
Una serie de circunstancias vuelven a reunir en Sitges a un grupo de personas que, durante la adolescencia, habían sido amigas. Algunas son de Sitges y otras veraneaban allí. Tienen treinta años, aproximadamente, y profesionalmente están bien situados: algunos tienen cargos en empresas inmobiliarias y hoteleras y otros son pequeños empresarios o tienen profesiones liberales. En cada episodio se entrecruzan diferentes historias: las de los personajes de paso y las de los personajes habituales.

## Personajes
| Actor            | Personaje         |
| ---------------- | ----------------- |
| Manel Barceló    | Agustí Prada      |
| Marta Calvó      | Lluïsa            |
| Laura Conejero   | Irene             |
| Marc Martínez    | Víctor Carbonell  |
| Victòria Pagès   | Cinta             |
| Carles Sabater   | Pere              |
| Àngels Bassas    | Vinyet            |
| Àgata Roca       | Joana             |
| Albert Pérez     | Jaume             |
| Vicenta Ndongo   | Clara             |
| Martí Peraferrer | Rafael            |
| Boris Ruiz       | Bernat Barrachina |
| Àlex Lloris      | Max               |

- Datos: Q11949934